# 2019年の日本シリーズ
2019年の日本シリーズ（2019ねんのにっぽんシリーズ、2019ねんのにほんシリーズ）は、2019年（令和元年）10月19日から10月23日まで開催された読売ジャイアンツ（以下、巨人）と福岡ソフトバンクホークス（以下、ソフトバンク）による第70回日本選手権シリーズ（70th Nippon Series）である。

## 概要
今回は元号が令和になってから初めての日本シリーズ開催となる。
巨人は5年ぶりにセ・リーグを制し、クライマックスシリーズでも勝ち上がり、2013年以来6年ぶりの日本シリーズ出場となった。
ソフトバンクは前年に続きクライマックスシリーズでパ・リーグ優勝の埼玉西武ライオンズを破り、2年連続でリーグ2位からの日本シリーズ出場、2017年から3年連続の日本シリーズ出場となった。リーグ優勝ではないチームの日本シリーズ出場は2017年の横浜DeNAベイスターズ（2017年クライマックス・セでリーグ3位から進出）以来3年連続となる。
両チームの対戦は、2005年にホークスの親会社がソフトバンクとなって以降では初となるが、ソフトバンクの前身球団である南海・ダイエー時代を含めると11回目で、巨人のV9時代を支えた王貞治・長嶋茂雄両監督（当時）の「ON対決」として注目された2000年・巨人VSダイエー（当時）以来19年ぶり。日本シリーズの対戦カードとしてはそれまでの巨人対西武（前身球団を含む）の10回を抜き、最多の対戦回数となった。王・長嶋の両者は現場からは退いているものの、王はソフトバンクの球団会長、長嶋は読売巨人軍終身名誉監督としてそれぞれ球団には身を置いているため、陰ながらも「ON対決」となった。
今回も前年と同様に予告先発を採用した。
全試合ドーム球場で開催の日本シリーズは、2012年の巨人対日本ハム以来7年ぶりとなる。また、巨人が出場することにより、2015年のヤクルト対ソフトバンク以来4年ぶりに東京都で開催されるシリーズとなった。
最終的には、ソフトバンクが巨人に4試合全勝で、3年連続10回目の日本一に輝き、史上初の昭和・平成・令和の三元号で日本一を達成した。4連勝での日本一は、2005年にロッテが阪神に4連勝して以来14年ぶり6回目、引き分け込みの無敗優勝は8回目。レギュラーシーズン2位以下のチームによる2年連続日本一は史上初のケースとなった。
これでソフトバンクは2014年以降の直近の6年間で5回の日本一に輝くことになった。ホークスとしては南海時代の1959年に4連勝で巨人相手に日本一になって以来、今大会で60年ぶりに巨人相手の日本一になった。また60年前と同様、4試合全勝、かつ日本一決定は敵地球場（当時は、後楽園球場）となった。
またソフトバンクはすでに2018年の広島戦に出場し、優勝したことで日本シリーズで既存セ・リーグ6球団全てと対戦し、前身の南海時代を含めて初めて全チームから日本一を奪っていた。今回の優勝で、1989年の福岡移転後・2005年のソフトバンクへの親会社変更後に限ってもセ・リーグ6チームを相手に日本一を達成することとなった。これは、パ・リーグ球団史上初の快挙である。またセ・リーグのチームが現在の親会社になって以降、全てのチームを相手に日本一を達成した唯一のチームとなった。
セ・リーグ側から見れば、全球団が「最後に出場した日本シリーズでソフトバンク相手に敗退」となった。
ホークスは2018年の日本シリーズ第3戦から続く日本シリーズにおける連勝を8に伸ばし、西武・巨人・ロッテに並ぶ日本シリーズタイ記録となった。2シーズンのみでの8連勝は、1975年から1976年にかけ阪急ブレーブス（現・オリックス・バファローズ）が達成した7連勝（2引分を含む）を越え日本シリーズ新記録となった。
一方、敗れた巨人は1990年の西武ライオンズ（当時）戦以来29年ぶり、昭和・平成・令和の三元号でそれぞれ1度ずつ3度の4戦全敗を喫した。
原・工藤の両監督は、ともに1990年の日本シリーズに巨人・西武の選手としてそれぞれ出場しており、原は、1990年の監督だった藤田元司に次いで、選手と監督両方で日本シリーズ4連敗を味わうこととなった。また、日本シリーズ出場監督でストレートの4連勝・4連敗の両方を経験したのは原が史上初である。一方の工藤は選手・監督の両方でストレート4連勝を経験した初の監督となった。
また、今大会でのソフトバンクの優勝により、日本シリーズにおけるセントラル・リーグ代表チームとパシフィック・リーグ代表チームの優勝回数が35で並んだ。1959年にソフトバンクの前身・南海が巨人を破り優勝した時点でセ・パがそれぞれ5回で並んだ後、1960年の日本シリーズで大洋ホエールズ（現・横浜DeNAベイスターズ）が大毎オリオンズ（現・千葉ロッテマリーンズ）を破り日本一となって以降、59年にわたり、セ・リーグが優勢であり、2002年の日本シリーズで巨人が西武を破った時点でセ・リーグ32回パ・リーグ21回となり、両リーグの優勝回数の差が史上最大の11まで広がったが、その後17年間でパ・リーグが14回優勝、特に2013年の日本シリーズで東北楽天ゴールデンイーグルスが巨人を破って以降7年連続でパ・リーグが制したことにより、60年ぶりにパ・リーグが優勝回数で並ぶこととなった。
さらに、勝利試合数も、本シリーズ前の時点では、セ・リーグ202勝パ・リーグ201勝でセ・リーグ優勢だったが、ソフトバンクが初戦から連勝したことで第2戦終了時点で203勝と逆転し、こちらは1963年の日本シリーズ第1戦で西鉄（現・埼玉西武ライオンズ）が巨人に勝利した時点でパ・リーグが38勝37敗3引分で勝ち越して以来56年ぶりにパ・リーグの勝利数がセ・リーグを上回る形となった。最終的にソフトバンクが4勝0敗でシリーズを終えたことでパ・リーグの205勝202敗8引分となり、1959年、南海の4連勝によりパ・リーグが31勝27敗2引分として以来最大の勝ち越しを記録した。一方セ・リーグは、1974年の日本シリーズ第1戦で中日がロッテに勝利した時点で81勝57敗3引分と勝利数が史上最大の24上回り、2002年の日本シリーズで巨人が西武に4連勝した時点でも165勝144敗6引分と21上回っていたが、2003年以降の17回でパ・リーグ61勝に対しセ・リーグ37勝となったことで逆転される形となった。
また、第1戦・第2戦はパ・リーグ本拠地の試合で、いずれもソフトバンクが勝利したことで、2013年第7戦の楽天の勝利から続く、パ・リーグ出場チームの本拠地連勝記録を17に伸ばした。ソフトバンク単独としても2011年第7戦・対中日ドラゴンズの勝利から続く、本拠地連勝記録を14に伸ばした。さらに第1戦から第4戦まで全てドーム球場での試合で、4戦ともソフトバンクが勝利した事で、2013年第5戦（東京ドーム）の楽天の勝利から続く、パ・リーグ出場チームのドーム球場連勝記録を19に伸ばした。
なお、2014年から引き続き、6年連続でNPBパートナーのSMBCグループを冠スポンサーに迎え「SMBC日本シリーズ2019」として開催された。SMBCグループが日本シリーズの冠スポンサーになってからの巨人の出場は初めてのこととなる。また、NPBは同年10月に発生した令和元年東日本台風での被災者支援を目的として、今大会の入場料ならびに公式グッズの売上金の一部を、大会後に台風19号における水害の被害を受けた被災地に義援金として進呈することを発表している。
なお、この日本シリーズ終了をもって巨人の阿部慎之助が現役を引退。第4戦の試合終了後、右翼席スタンド側及び本塁ベース付近にてそれぞれ10回の胴上げが行われた（後者についてはソフトバンク側の申し出で実現し、ソフトバンクの内川聖一が音頭を取った）。このソフトバンク側の行動について当時同時期に日本で開催されていたラグビーワールドカップ2019になぞらえてノーサイドと称された。またシリーズ後にはスコット・マシソンも引退の意向を表明した。

## レギュレーション

### 試合日程
| 日付                                            | 試合   | ビジター球団（先攻）     | スコア | ホーム球団（後攻）       | 開催球場             |
| ----------------------------------------------- | ------ | ------------------------ | ------ | ------------------------ | -------------------- |
| 10月19日（土）                                  | 第1戦  | 読売ジャイアンツ         | 2 - 7  | 福岡ソフトバンクホークス | 福岡 ヤフオク!ドーム |
| 10月20日（日）                                  | 第2戦  | 読売ジャイアンツ         | 3 - 6  | 福岡ソフトバンクホークス | 福岡 ヤフオク!ドーム |
| 10月21日（月）                                  | 移動日 | 移動日                   | 移動日 | 移動日                   | 移動日               |
| 10月22日（火）                                  | 第3戦  | 福岡ソフトバンクホークス | 6 - 2  | 読売ジャイアンツ         | 東京ドーム           |
| 10月23日（水）                                  | 第4戦  | 福岡ソフトバンクホークス | 4 - 3  | 読売ジャイアンツ         | 東京ドーム           |
| 優勝：福岡ソフトバンクホークス（3年連続10回目） |        |                          |        |                          |                      |

※いずれかのチームが4勝先取した時点で、日本シリーズは終了とする。
※第5戦以前に中止試合が発生した場合、第5戦と第6戦の間の移動日は設けない。
※パ・リーグのホームゲーム（第1・2・6・7戦）では指名打者制を採用。
※引き分けがあり、第7戦で勝負がつかない場合は、第7戦の翌日に第8戦、第8戦でも勝負がつかない場合は移動日を挟んで東京ドームで第9戦が行われる。

#### 試合開始時刻
- 福岡 ヤフオク!ドーム（ソフトバンク）→全試合18:30開始
- 東京ドーム（巨人）→全試合18:15開始

### クライマックスシリーズからの勝ち上がり表
|  | CS1st                | CS1st |                                                        |       | CSファイナル    | CSファイナル |                         |      | 日本選手権シリーズ | 日本選手権シリーズ |
|  |                      |       |                                                        |       |                 |              |                         |      |                    |                    |
|  |                      |       |                                                        |       |                 |              |                         |      |                    |                    |
|  |                      |       |                                                        |       |                 |              |                         |      |                    |                    |
|  |                      |       |                                                        |       |                 |              |                         |      |                    |                    |
|  |                      |       | （6戦4勝制＜含・アドバンテージ1＞） 東京ドーム         |       |                 |              |                         |      |                    |                    |
|  |                      |       |                                                        |       |                 |              |                         |      |                    |                    |
|  | 巨人(セ優勝）        | ☆○○●○ |                                                        |       |                 |              |                         |      |                    |                    |
|  | 巨人(セ優勝）        | ☆○○●○ | （3戦2勝制） 横浜スタジアム                            |       |                 |              |                         |      |                    |                    |
|  |                      |       | 阪神                                                   | ★●●○● |                 |              |                         |      |                    |                    |
|  | DeNA(セ2位）         | ●○●   | 阪神                                                   | ★●●○● |                 |              |                         |      |                    |                    |
|  | DeNA(セ2位）         | ●○●   | （7戦4勝制） 福岡ヤフオク!ドーム 東京ドーム            |       |                 |              |                         |      |                    |                    |
|  | 阪神(セ3位）         | ○●○   |                                                        |       |                 |              |                         |      |                    |                    |
|  | 阪神(セ3位）         | ○●○   |                                                        |       | 巨人(セCS優勝） | ●●●●         |                         |      |                    |                    |
|  |                      |       |                                                        |       | 巨人(セCS優勝） | ●●●●         |                         |      |                    |                    |
|  |                      |       |                                                        |       |                 |              | ソフトバンク(パCS優勝） | ○○○○ |                    |                    |
|  |                      |       |                                                        |       |                 |              | ソフトバンク(パCS優勝） | ○○○○ |                    |                    |
|  |                      |       | （6戦4勝制＜含・アドバンテージ1＞） メットライフドーム |       |                 |              |                         |      |                    |                    |
|  |                      |       |                                                        |       |                 |              |                         |      |                    |                    |
|  | 西武(パ優勝）        | ☆●●●● |                                                        |       |                 |              |                         |      |                    |                    |
|  | 西武(パ優勝）        | ☆●●●● | （3戦2勝制） 福岡ヤフオク!ドーム                       |       |                 |              |                         |      |                    |                    |
|  |                      |       | ソフトバンク                                           | ★○○○○ |                 |              |                         |      |                    |                    |
|  | ソフトバンク(パ2位） | ●○○   | ソフトバンク                                           | ★○○○○ |                 |              |                         |      |                    |                    |
|  | ソフトバンク(パ2位） | ●○○   |                                                        |       |                 |              |                         |      |                    |                    |
|  | 楽天(パ3位）         | ○●●   |                                                        |       |                 |              |                         |      |                    |                    |
|  | 楽天(パ3位）         | ○●●   |                                                        |       |                 |              |                         |      |                    |                    |

☆・★=クライマックスシリーズ・ファイナルのアドバンテージ1勝・1敗分

## 出場資格者
| 福岡ソフトバンクホークス | 福岡ソフトバンクホークス | 福岡ソフトバンクホークス | 福岡ソフトバンクホークス | 福岡ソフトバンクホークス |
| 役職                     | 背番号                   | 名前                     | 投                       | 打                       |
| ------------------------ | ------------------------ | ------------------------ | ------------------------ | ------------------------ |
| 監督                     | 81                       | 工藤公康                 | -                        | -                        |
| コーチ                   | 86                       | 森浩之（ヘッド）         | -                        | -                        |
| コーチ                   | 94                       | 倉野信次（投手統括）     | -                        | -                        |
| コーチ                   | 98                       | 髙村祐（投手）           | -                        | -                        |
| コーチ                   | 83                       | 立花義家（打撃）         | -                        | -                        |
| コーチ                   | 88                       | 関川浩一（打撃）         | -                        | -                        |
| コーチ                   | 80                       | 本多雄一（内野守備走塁） | -                        | -                        |
| コーチ                   | 93                       | 村松有人（外野守備走塁） | -                        | -                        |
| コーチ                   | 95                       | 吉鶴憲治（バッテリー）   | -                        | -                        |
| 投手                     | 10                       | 大竹耕太郎               | 左                       | 左                       |
| 投手                     | 13                       | 二保旭                   | 右                       | 右                       |
| 投手                     | 17                       | 岩嵜翔                   | 右                       | 右                       |
| 投手                     | 18                       | 武田翔太                 | 右                       | 右                       |
| 投手                     | 19                       | アリエル・ミランダ       | 左                       | 左                       |
| 投手                     | 20                       | 甲斐野央                 | 右                       | 左                       |
| 投手                     | 21                       | 和田毅                   | 左                       | 左                       |
| 投手                     | 28                       | 高橋礼                   | 右                       | 右                       |
| 投手                     | 29                       | 石川柊太                 | 右                       | 右                       |
| 投手                     | 34                       | 椎野新                   | 右                       | 右                       |
| 投手                     | 35                       | リバン・モイネロ         | 左                       | 左                       |
| 投手                     | 38                       | 森唯斗                   | 右                       | 右                       |
| 投手                     | 41                       | 千賀滉大                 | 右                       | 左                       |
| 投手                     | 42                       | 松田遼馬                 | 右                       | 右                       |
| 投手                     | 44                       | リック・バンデンハーク   | 右                       | 右                       |
| 投手                     | 47                       | 髙橋純平                 | 右                       | 右                       |
| 投手                     | 57                       | 嘉弥真新也               | 左                       | 左                       |
| 投手                     | 63                       | 川原弘之                 | 左                       | 左                       |
| 投手                     | 90                       | ロベルト・スアレス       | 右                       | 右                       |
| 捕手                     | 12                       | 髙谷裕亮                 | 右                       | 左                       |
| 捕手                     | 31                       | 栗原陵矢                 | 右                       | 左                       |
| 捕手                     | 62                       | 甲斐拓也                 | 右                       | 右                       |
| 捕手                     | 65                       | 九鬼隆平                 | 右                       | 右                       |
| 内野手                   | 0                        | 髙田知季                 | 右                       | 左                       |
| 内野手                   | 1                        | 内川聖一                 | 右                       | 右                       |
| 内野手                   | 4                        | 川島慶三                 | 右                       | 右                       |
| 内野手                   | 5                        | 松田宣浩                 | 右                       | 右                       |
| 内野手                   | 6                        | 今宮健太                 | 右                       | 右                       |
| 内野手                   | 8                        | 明石健志                 | 右                       | 左                       |
| 内野手                   | 23                       | 周東佑京                 | 右                       | 左                       |
| 内野手                   | 27                       | ジュリスベル・グラシアル | 右                       | 右                       |
| 内野手                   | 36                       | 牧原大成                 | 右                       | 左                       |
| 内野手                   | 68                       | 三森大貴                 | 右                       | 左                       |
| 外野手                   | 7                        | 中村晃                   | 左                       | 左                       |
| 外野手                   | 9                        | 柳田悠岐                 | 右                       | 左                       |
| 外野手                   | 24                       | 長谷川勇也               | 右                       | 左                       |
| 外野手                   | 32                       | 塚田正義                 | 右                       | 右                       |
| 外野手                   | 37                       | 福田秀平                 | 右                       | 左                       |
| 外野手                   | 51                       | 上林誠知                 | 右                       | 左                       |
| 外野手                   | 54                       | アルフレド・デスパイネ   | 右                       | 右                       |

| 読売ジャイアンツ | 読売ジャイアンツ | 読売ジャイアンツ                         | 読売ジャイアンツ | 読売ジャイアンツ |
| 役職             | 背番号           | 名前                                     | 投               | 打               |
| ---------------- | ---------------- | ---------------------------------------- | ---------------- | ---------------- |
| 監督             | 83               | 原辰徳                                   | -                | -                |
| コーチ           | 87               | 吉村禎章（打撃総合）                     | -                | -                |
| コーチ           | 81               | 宮本和知（投手総合）                     | -                | -                |
| コーチ           | 71               | 水野雄仁（投手）                         | -                | -                |
| コーチ           | 80               | 後藤孝志（打撃兼外野守備）               | -                | -                |
| コーチ           | 77               | 元木大介（内野守備兼打撃）               | -                | -                |
| コーチ           | 75               | 村田修一（打撃）                         | -                | -                |
| コーチ           | 79               | 相川亮二（バッテリー）                   | -                | -                |
| コーチ           | 98               | 村田善則（バッテリー）                   | -                | -                |
| 投手             | 11               | 山口俊                                   | 右               | 右               |
| 投手             | 12               | 髙橋優貴                                 | 左               | 左               |
| 投手             | 15               | 澤村拓一                                 | 右               | 右               |
| 投手             | 17               | 大竹寛                                   | 右               | 右               |
| 投手             | 18               | 菅野智之                                 | 右               | 右               |
| 投手             | 20               | スコット・マシソン                       | 右               | 右               |
| 投手             | 23               | 野上亮磨                                 | 右               | 右               |
| 投手             | 28               | 田口麗斗                                 | 左               | 左               |
| 投手             | 29               | 鍬原拓也                                 | 右               | 右               |
| 投手             | 32               | 鍵谷陽平                                 | 右               | 右               |
| 投手             | 35               | 桜井俊貴                                 | 右               | 右               |
| 投手             | 41               | 中川皓太                                 | 左               | 左               |
| 投手             | 42               | クリストファー・クリソストモ・メルセデス | 左               | 両               |
| 投手             | 45               | 今村信貴                                 | 左               | 左               |
| 投手             | 49               | テイラー・ヤングマン                     | 右               | 右               |
| 投手             | 57               | 高木京介                                 | 右               | 右               |
| 投手             | 67               | 古川侑利                                 | 右               | 右               |
| 投手             | 68               | 戸郷翔征                                 | 右               | 右               |
| 投手             | 97               | ルビー・デラロサ                         | 右               | 右               |
| 捕手             | 10               | 阿部慎之助                               | 右               | 左               |
| 捕手             | 22               | 小林誠司                                 | 右               | 右               |
| 捕手             | 27               | 炭谷銀仁朗                               | 右               | 右               |
| 捕手             | 38               | 岸田行倫                                 | 右               | 右               |
| 捕手             | 46               | 大城卓三                                 | 右               | 左               |
| 内野手           | 5                | 中島宏之                                 | 右               | 右               |
| 内野手           | 6                | 坂本勇人                                 | 右               | 右               |
| 内野手           | 25               | 岡本和真                                 | 右               | 右               |
| 内野手           | 33               | クリスチャン・ビヤヌエバ                 | 右               | 右               |
| 内野手           | 51               | 田中俊太                                 | 右               | 左               |
| 内野手           | 56               | 山本泰寛                                 | 右               | 右               |
| 内野手           | 60               | 若林晃弘                                 | 右               | 両               |
| 内野手           | 63               | 増田大輝                                 | 右               | 右               |
| 外野手           | 2                | 陽岱鋼                                   | 右               | 右               |
| 外野手           | 8                | 丸佳浩                                   | 右               | 左               |
| 外野手           | 9                | 亀井善行                                 | 右               | 左               |
| 外野手           | 36               | 石川慎吾                                 | 右               | 右               |
| 外野手           | 39               | 立岡宗一郎                               | 右               | 左               |
| 外野手           | 43               | 重信慎之介                               | 右               | 左               |
| 外野手           | 44               | アレックス・ゲレーロ                     | 右               | 右               |
| 外野手           | 99               | 山下航汰                                 | 右               | 左               |

## 試合結果
| 日付                                            | 試合   | ビジター球団（先攻）     | スコア | ホーム球団（後攻）       | 開催球場             |
| ----------------------------------------------- | ------ | ------------------------ | ------ | ------------------------ | -------------------- |
| 10月19日（土）                                  | 第1戦  | 読売ジャイアンツ         | 2 - 7  | 福岡ソフトバンクホークス | 福岡 ヤフオク!ドーム |
| 10月20日（日）                                  | 第2戦  | 読売ジャイアンツ         | 3 - 6  | 福岡ソフトバンクホークス | 福岡 ヤフオク!ドーム |
| 10月21日（月）                                  | 移動日 | 移動日                   | 移動日 | 移動日                   | 移動日               |
| 10月22日（火）                                  | 第3戦  | 福岡ソフトバンクホークス | 6 - 2  | 読売ジャイアンツ         | 東京ドーム           |
| 10月23日（水）                                  | 第4戦  | 福岡ソフトバンクホークス | 4 - 3  | 読売ジャイアンツ         | 東京ドーム           |
| 優勝：福岡ソフトバンクホークス（3年連続10回目） |        |                          |        |                          |                      |

### 第1戦

#### スコア
|              | 1 | 2 | 3 | 4 | 5 | 6 | 7 | 8 | 9 | R | H  | E |
| ------------ | - | - | - | - | - | - | - | - | - | - | -- | - |
| 巨人         | 0 | 1 | 0 | 0 | 0 | 0 | 0 | 0 | 1 | 2 | 6  | 0 |
| ソフトバンク | 0 | 2 | 0 | 0 | 0 | 1 | 4 | 0 | X | 7 | 10 | 1 |

1. 巨：●山口（6回）、マシソン（0回1/3）、田口（0回2/3）、澤村（1回） - 小林、炭谷
2. ソ：○千賀（7回）、甲斐野（1回）、森（1回） - 甲斐、髙谷
3. 勝利：千賀（1勝）
4. 敗戦：山口（1敗）
5. 本塁打
巨：阿部1号（2回ソロ・千賀）、大城1号（9回ソロ・森）
ソ：グラシアル1号（2回2ラン・山口）
6. 審判
［球審］森
［塁審］山本貴（1B）、津川（2B）、福家（3B）
［外審］名幸（LL）、笠原（RL）
7. 開始：18時34分 試合時間：3時間15分[14]

打順
| 巨人  | 巨人   | 巨人       | 巨人  | 巨人  | 巨人  | 巨人  | 巨人  | 巨人  | 巨人     | 巨人  |
| 打 順 | 守 備  | 選 手      | 打 席 | 得 点 | 安 打 | 打 点 | 盗 塁 | 犠 打 | 四 死 球 | 三 振 |
| ----- | ------ | ---------- | ----- | ----- | ----- | ----- | ----- | ----- | -------- | ----- |
| 1     | （右） | 亀井善行   | 4     | 0     | 0     | 0     | 0     | 0     | 1        | 0     |
| 2     | （遊） | 坂本勇人   | 4     | 0     | 1     | 0     | 0     | 0     | 0        | 0     |
| 3     | （中） | 丸佳浩     | 4     | 0     | 0     | 0     | 0     | 0     | 1        | 2     |
| 4     | （三） | 岡本和真   | 4     | 0     | 0     | 0     | 0     | 0     | 0        | 0     |
| 5     | （指） | 阿部慎之助 | 4     | 1     | 1     | 1     | 0     | 0     | 0        | 0     |
| 6     | （一） | 大城卓三   | 4     | 1     | 1     | 1     | 0     | 0     | 1        | 1     |
| 7     | （左） | A.ゲレーロ | 4     | 0     | 1     | 0     | 0     | 0     | 0        | 0     |
| 8     | （二） | 田中俊太   | 4     | 0     | 2     | 0     | 0     | 0     | 0        | 1     |
| 9     | （捕） | 小林誠司   | 2     | 0     | 0     | 0     | 0     | 0     | 0        | 1     |
|       | 打     | 重信慎之介 | 1     | 0     | 0     | 0     | 0     | 0     | 0        | 1     |
|       | 捕     | 炭谷銀仁朗 | 0     | 0     | 0     | 0     | 0     | 0     | 0        | 0     |
|       | 打     | 若林晃弘   | 1     | 0     | 0     | 0     | 0     | 0     | 0        | 0     |

| ソフトバンク | ソフトバンク | ソフトバンク | ソフトバンク | ソフトバンク | ソフトバンク | ソフトバンク | ソフトバンク | ソフトバンク | ソフトバンク | ソフトバンク |
| 打 順        | 守 備        | 選 手        | 打 席        | 得 点        | 安 打        | 打 点        | 盗 塁        | 犠 打        | 四 死 球     | 三 振        |
| ------------ | ------------ | ------------ | ------------ | ------------ | ------------ | ------------ | ------------ | ------------ | ------------ | ------------ |
| 1            | （二）       | 牧原大成     | 5            | 2            | 2            | 2            | 0            | 0            | 0            | 3            |
| 2            | （遊）       | 今宮健太     | 4            | 1            | 2            | 0            | 0            | 1            | 0            | 1            |
| 3            | （中）       | 柳田悠岐     | 4            | 0            | 1            | 1            | 0            | 0            | 1            | 2            |
| 4            | （指）       | A.デスパイネ | 3            | 0            | 0            | 0            | 0            | 0            | 1            | 1            |
|              | 打指         | 福田秀平     | 1            | 0            | 0            | 1            | 0            | 0            | 0            | 0            |
| 5            | （右）       | 中村晃       | 4            | 1            | 1            | 1            | 0            | 0            | 0            | 0            |
| 6            | （左）三     | Y.グラシアル | 4            | 1            | 2            | 2            | 0            | 0            | 0            | 1            |
| 7            | （三）       | 松田宣浩     | 3            | 0            | 1            | 0            | 0            | 0            | 0            | 1            |
|              | 走左         | 周東佑京     | 0            | 1            | 0            | 0            | 0            | 1            | 0            | 0            |
| 8            | （一）       | 内川聖一     | 4            | 0            | 1            | 0            | 0            | 1            | 0            | 0            |
|              | 一           | 明石健志     | 0            | 0            | 0            | 0            | 0            | 0            | 0            | 0            |
| 9            | （捕）       | 甲斐拓也     | 2            | 0            | 0            | 0            | 0            | 0            | 0            | 0            |
|              | 打           | 長谷川勇也   | 0            | 0            | 0            | 0            | 0            | 0            | 0            | 0            |
|              | 打           | 川島慶三     | 1            | 1            | 0            | 0            | 1            | 0            | 1            | 0            |
|              | 捕           | 髙谷裕亮     | 1            | 0            | 0            | 0            | 0            | 0            | 1            | 0            |

投手
| 巨人  | 巨人       | 巨人  | 巨人     | 巨人     | 巨人        | 巨人     | 巨人     | 巨人     | 巨人  | 巨人     |
| 選 手 | 選 手      | 打 者 | 投 球 回 | 被 安 打 | 被 本 塁 打 | 与 四 球 | 与 死 球 | 奪 三 振 | 失 点 | 自 責 点 |
| ----- | ---------- | ----- | -------- | -------- | ----------- | -------- | -------- | -------- | ----- | -------- |
| 敗    | 山口俊     | 24    | 6.0      | 5        | 1           | 1        | 1        | 8        | 3     | 3        |
|       | S.マシソン | 2     | 0.1      | 1        | 0           | 0        | 0        | 0        | 1     | 1        |
|       | 田口麗斗   | 6     | 0.2      | 3        | 0           | 1        | 0        | 0        | 3     | 3        |
|       | 澤村拓一   | 5     | 1.0      | 1        | 0           | 1        | 0        | 1        | 0     | 0        |

| ソフトバンク | ソフトバンク | ソフトバンク | ソフトバンク | ソフトバンク | ソフトバンク | ソフトバンク | ソフトバンク | ソフトバンク | ソフトバンク | ソフトバンク |
| 選 手        | 選 手        | 打 者        | 投 球 回     | 被 安 打     | 被 本 塁 打  | 与 四 球     | 与 死 球     | 奪 三 振     | 失 点        | 自 責 点     |
| ------------ | ------------ | ------------ | ------------ | ------------ | ------------ | ------------ | ------------ | ------------ | ------------ | ------------ |
| 勝           | 千賀滉大     | 27           | 7.0          | 3            | 1            | 3            | 0            | 5            | 1            | 1            |
|              | 甲斐野央     | 4            | 1.0          | 1            | 0            | 0            | 0            | 1            | 0            | 0            |
|              | 森唯斗       | 5            | 1.0          | 2            | 1            | 0            | 0            | 0            | 1            | 1            |

#### 試合経過
先発投手はソフトバンクが千賀滉大、巨人が山口俊と両チーム共に今季のレギュラーシーズンの最多奪三振に輝いたエース級同士の対決になった。
先制点は巨人。2回表1死走者なしから5番・指名打者でスタメン出場の阿部慎之助が千賀の152kmの外角高めに甘く入った初球のストレートをフルスイング、ライナー性の弾道を描き、右中間スタンドにソロ本塁打を放つ。これが令和の日本シリーズ初本塁打・初打点・初得点となった。2回裏、ソフトバンクは1死二塁からジュリスベル・グラシアルが山口俊の146kmの内角高めのストレートを右ひじを畳んで捌き、左翼テラス席への2点本塁打を放ち、すぐさま逆転。3回表、2つの四球と暴投が絡み、2死一、三塁になった場面で、巨人の4番打者である岡本和真を迎えるが、千賀が内角をえぐる156kmのストレートで遊ゴロに打ち取る。6回裏に2つの四死球が絡み、1死満塁の場面で中村晃が中堅への犠飛を放ち、ソフトバンクが1点を追加したが、この時点ではソフトバンクが3対1とリードしていたとはいえ、僅差のロースコアで試合が進んでいた。
試合が大きく動いたのは7回の攻防。7回表、巨人は失策絡みで2死二、三塁と一打で同点の場面をつくり、代打に重信慎之介を起用するが、膝元のカットボールを見逃し、三振に終わる。7回裏、巨人は、山口俊からスコット・マシソンへと継投したが、先頭打者の松田宣浩が左翼に二塁打を放つと、松田宣の代走に周東佑京を起用する。次打者の内川の送りバントは投手正面であったが、周東の快足が生き、バント成功、1死三塁とする。ここでソフトバンクは長谷川勇也を代打で起用、巨人は左腕投手である田口麗斗に継投する。するとソフトバンクは代打の代打として川島慶三を起用。川島は冷静に田口の低めのボールを見極め、四球を選んで1死一、三塁の局面をつくる。次打者の牧原大成の場面で、ソフトバンクは初球に偽装スクイズのサイン。これに牧原が応え、わざとバントを空振り、スクイズと判断した捕手の炭谷銀仁朗が三塁走者・周東の動きをけん制している間に、一塁走者・川島が二塁への盗塁に成功で1死二、三塁とする。牧原は2球目に田口の真ん中低めのスライダーをうまくすくい上げ、中前への2点適時打とする。その後、今宮健太も安打でつなぎ、1死一、三塁の場面で打席には柳田悠岐。柳田は適時打を右前に放ち1点を追加、続く福田秀平の二ゴロ併殺崩れで更に1点を加え、この回は4点を挙げ試合を決定付けた。その後、ソフトバンクは8回表に甲斐野央、9回表に森唯斗と継投する。巨人は9回表、1死から大城卓三が森のナックルカーブを捉え、右翼テラス席にソロ本塁打を放ち、意地を見せる。
最終的にはソフトバンクが7対2で快勝し、1勝0敗とした。敗れた巨人は山口が1発に泣き、リリーフ陣も踏ん張り切れなかった。

#### 評価・解説
週刊ベースボールはソフトバンクの7回裏の攻撃について「試合を決定付けた見事な攻撃」と評価。7回1失点と好投したソフトバンクの先発の千賀については「4回表以降に高い修正力を示した」、6回3失点でまとめた巨人の先発の山口俊については「冷静な投球を示したが、2回裏にグラシアルに2点本塁打を浴びたときの甘く入ったストレートは、慎重さを欠いた悔やまれる1球になった」、2回表に先制本塁打を放った阿部については「引退撤回を表明しても文句のない打撃」とそれぞれ分析している。朝日新聞は、7回表の2死二、三塁の場面で千賀が重信に対して「ピンチに動じない投球」ができたことが勝負を分けたと評価した一方で、山口俊が6回裏に中村晃の中犠飛で喫した1失点について「悔やまれる失点になった」とそれぞれ分析している。
ロッテ監督の井口資仁は千賀が丸佳浩に対してカットボールを使った内角攻めの投球をしたことを評価している。2回裏のグラシアルの本塁打は、「センター中心に着実に打ち返してくる打者なので、山口俊の紙一重の制球ミスを逃さずに本塁打にできた」と分析。そして、7回裏の無死2塁から、内川の投手正面へのバントの際に三塁への進塁に成功したことが「試合の流れを決めた」と分析している。
梨田昌孝も松田宣の代走で周東を起用したこと、及び牧原に偽装スクイズのサインを出した工藤公康監督の采配が試合の分岐点になったと分析している。谷繁元信もソフトバンクの千賀・甲斐拓也のバッテリーの、1回表の坂本勇人の打席での内角攻め、及び3回表の岡本和真の打席でのフルカウントからの意表を突いた内角へのストレートを「相手に意識付けをする攻めの投球」と評価した一方で、巨人の山口俊・小林誠司のバッテリーが、グラシアルに2点本塁打を浴びた後に「もう点を与えられない思いが強すぎて、無難な攻めに終始してしまった」と分析している。江本孟紀は千賀の投球について「1番打者の亀井善行にやられたら、坂本、丸、岡本に続くということをものすごく頭に入れたピッチングができていて、巨人の打線を分断できた」と評価している。野口寿浩も、「7回裏に代走で周東を起用していたことで、内川が楽な気持ちで犠牲バントができた」と分析している。また野口は、7回表の2死二、三塁での代打に重信が起用されたことについて「左の代打が不足していると感じた」とも述べている。

### 第2戦

#### スコア
|              | 1 | 2 | 3 | 4 | 5 | 6 | 7 | 8 | 9 | R | H | E |
| ------------ | - | - | - | - | - | - | - | - | - | - | - | - |
| 巨人         | 0 | 0 | 0 | 0 | 0 | 0 | 0 | 0 | 3 | 3 | 4 | 1 |
| ソフトバンク | 0 | 0 | 0 | 0 | 0 | 0 | 3 | 3 | X | 6 | 7 | 0 |

1. 巨：メルセデス（6回）、●大竹（0回0/3）、桜井（1回1/3）、高木（0回2/3） - 大城、小林
2. ソ：○高橋礼（7回）、Hモイネロ（1回）、髙橋純（0回1/3）、森（0回2/3） - 甲斐、髙谷
3. 勝利：高橋礼（1勝）
4. 敗戦：大竹（1敗）
5. 本塁打
ソ：松田宣1号（7回3ラン・大竹）、柳田1号（8回ソロ・桜井）、福田1号（8回2ラン・高木）
6. 審判
［球審］福家
［塁審］津川（1B）、名幸（2B）、笠原（3B）
［外審］吉本（LL）、山本貴（RL）
7. 開始：18時31分 試合時間：3時間15分[34]

打順
| 巨人  | 巨人   | 巨人       | 巨人  | 巨人  | 巨人  | 巨人  | 巨人  | 巨人  | 巨人     | 巨人  |
| 打 順 | 守 備  | 選 手      | 打 席 | 得 点 | 安 打 | 打 点 | 盗 塁 | 犠 打 | 四 死 球 | 三 振 |
| ----- | ------ | ---------- | ----- | ----- | ----- | ----- | ----- | ----- | -------- | ----- |
| 1     | （右） | 亀井善行   | 4     | 1     | 0     | 0     | 0     | 0     | 1        | 0     |
| 2     | （遊） | 坂本勇人   | 4     | 0     | 0     | 0     | 0     | 0     | 1        | 0     |
| 3     | （中） | 丸佳浩     | 4     | 1     | 0     | 0     | 0     | 0     | 1        | 1     |
| 4     | （一） | 岡本和真   | 4     | 0     | 2     | 1     | 0     | 0     | 0        | 1     |
| 5     | （指） | 阿部慎之助 | 4     | 0     | 1     | 1     | 0     | 0     | 0        | 2     |
|       | 走指   | 増田大輝   | 0     | 0     | 0     | 0     | 0     | 0     | 0        | 0     |
| 6     | （捕） | 大城卓三   | 2     | 0     | 0     | 0     | 0     | 0     | 0        | 0     |
|       | 打     | 陽岱鋼     | 1     | 0     | 0     | 0     | 0     | 0     | 0        | 1     |
|       | 捕     | 小林誠司   | 0     | 0     | 0     | 0     | 0     | 0     | 0        | 0     |
|       | 打     | A.ゲレーロ | 1     | 0     | 1     | 0     | 0     | 0     | 0        | 0     |
| 7     | （三） | 若林晃弘   | 2     | 0     | 0     | 0     | 0     | 0     | 1        | 0     |
|       | 三     | 山本泰寛   | 2     | 0     | 0     | 0     | 0     | 0     | 0        | 0     |
| 8     | （二） | 田中俊太   | 3     | 0     | 0     | 0     | 0     | 1     | 0        | 0     |
| 9     | （左） | 重信慎之介 | 3     | 1     | 0     | 0     | 0     | 0     | 1        | 1     |

| ソフトバンク | ソフトバンク | ソフトバンク | ソフトバンク | ソフトバンク | ソフトバンク | ソフトバンク | ソフトバンク | ソフトバンク | ソフトバンク | ソフトバンク |
| 打 順        | 守 備        | 選 手        | 打 席        | 得 点        | 安 打        | 打 点        | 盗 塁        | 犠 打        | 四 死 球     | 三 振        |
| ------------ | ------------ | ------------ | ------------ | ------------ | ------------ | ------------ | ------------ | ------------ | ------------ | ------------ |
| 1            | （二）       | 川島慶三     | 3            | 0            | 0            | 0            | 1            | 0            | 1            | 0            |
|              | 打二         | 牧原大成     | 1            | 0            | 0            | 0            | 0            | 0            | 0            | 0            |
| 2            | （遊）       | 今宮健太     | 4            | 0            | 0            | 0            | 0            | 0            | 0            | 2            |
| 3            | （中）       | 柳田悠岐     | 4            | 1            | 1            | 1            | 0            | 0            | 0            | 0            |
| 4            | （指）       | A.デスパイネ | 3            | 0            | 0            | 0            | 0            | 0            | 0            | 1            |
|              | 走指         | 周東佑京     | 0            | 1            | 0            | 0            | 0            | 0            | 0            | 0            |
|              | 打指         | 明石健志     | 1            | 1            | 0            | 0            | 0            | 0            | 1            | 0            |
| 5            | （左）       | Y.グラシアル | 3            | 1            | 1            | 0            | 0            | 0            | 0            | 0            |
|              | 右           | 福田秀平     | 1            | 1            | 1            | 2            | 0            | 0            | 0            | 0            |
| 6            | （三）       | 松田宣浩     | 4            | 1            | 2            | 3            | 0            | 0            | 0            | 0            |
| 7            | （右左）     | 中村晃       | 4            | 0            | 2            | 0            | 0            | 0            | 1            | 0            |
| 8            | （一）       | 内川聖一     | 4            | 0            | 0            | 0            | 0            | 1            | 0            | 0            |
| 9            | （捕）       | 甲斐拓也     | 2            | 0            | 0            | 0            | 0            | 0            | 0            | 1            |
|              | 打           | 長谷川勇也   | 1            | 0            | 0            | 0            | 0            | 0            | 0            | 0            |
|              | 捕           | 髙谷裕亮     | 0            | 0            | 0            | 0            | 0            | 0            | 0            | 0            |

投手
| 巨人  | 巨人           | 巨人  | 巨人     | 巨人     | 巨人        | 巨人     | 巨人     | 巨人     | 巨人  | 巨人     |
| 選 手 | 選 手          | 打 者 | 投 球 回 | 被 安 打 | 被 本 塁 打 | 与 四 球 | 与 死 球 | 奪 三 振 | 失 点 | 自 責 点 |
| ----- | -------------- | ----- | -------- | -------- | ----------- | -------- | -------- | -------- | ----- | -------- |
|       | C.C.メルセデス | 21    | 6.0      | 1        | 0           | 2        | 0        | 3        | 0     | 0        |
| 敗    | 大竹寛         | 3     | 0.0      | 2        | 1           | 0        | 0        | 0        | 3     | 2        |
|       | 桜井俊貴       | 7     | 1.1      | 2        | 1           | 1        | 0        | 1        | 2     | 2        |
|       | 高木京介       | 4     | 0.2      | 2        | 1           | 0        | 0        | 0        | 1     | 0        |

| ソフトバンク | ソフトバンク | ソフトバンク | ソフトバンク | ソフトバンク | ソフトバンク | ソフトバンク | ソフトバンク | ソフトバンク | ソフトバンク | ソフトバンク |
| 選 手        | 選 手        | 打 者        | 投 球 回     | 被 安 打     | 被 本 塁 打  | 与 四 球     | 与 死 球     | 奪 三 振     | 失 点        | 自 責 点     |
| ------------ | ------------ | ------------ | ------------ | ------------ | ------------ | ------------ | ------------ | ------------ | ------------ | ------------ |
| 勝           | 高橋礼       | 23           | 7.0          | 1            | 0            | 1            | 1            | 5            | 0            | 0            |
| H            | L.モイネロ   | 3            | 1.0          | 0            | 0            | 0            | 0            | 1            | 0            | 0            |
|              | 髙橋純平     | 4            | 0.1          | 0            | 0            | 3            | 0            | 0            | 3            | 3            |
|              | 森唯斗       | 4            | 0.2          | 3            | 0            | 0            | 0            | 0            | 0            | 0            |

#### 試合経過
先発投手は、ソフトバンクが右のアンダースローの高橋礼、巨人が左腕投手のクリストファー・クリソストモ・メルセデスだった。
試合は5回裏、ソフトバンクの2死まで、両チーム合計で29人目まで走者が全く出ない投手戦で試合が進む。初めての走者は5回裏2死からの松田宣の左前安打であった。ソフトバンクは5回裏2死1、2塁、巨人は6回表1死2塁といずれも得点圏にランナーを進めるも得点には至らず、7回表まではスコアレスで試合が進む。
先制点は7回裏、ソフトバンクに入る。巨人はこの回メルセデスから2番手投手の大竹寛を起用するが、先頭打者のアルフレド・デスパイネの強烈な三ゴロを6回表の攻撃で死球を受けた若林晃弘に代わり、三塁手として守備から途中出場した山本泰寛がファンブルし、失策してしまい出塁、ソフトバンクはデスパイネに代走・周東を起用する。大竹は打者グラシアルに1球も投げないうちに、一塁へ3度牽制球を入れるほど周東の足を警戒、結果制球が乱れ、カウントが3ボール1ストライクとなったところで周東がスタートを切り、ランエンドヒット、グラシアルの打球が左前にはずむ間に周東は三塁を陥れ、無死一、三塁でソフトバンクが得点のチャンスをつくる。ここで松田宣が大竹の甘く入ったシュートを仕留め、バックスクリーンに放ち、3点本塁打となった。8回裏も柳田悠岐の左翼テラス席へのソロ本塁打、福田秀平の右翼席への2点本塁打で点を加え、6対0とした。巨人は9回表、ソフトバンクの3番手投手の髙橋純平の制球難に乗じ、3つの四球を絡め、3点を返したが、及ばなかった。
最終的にはソフトバンクが6対3で勝ち、2勝0敗とした。巨人は守備のミスが失点に響き、本拠地東京ドームでの胴上げはなくなった。
次の第3戦とソフトバンクの日本一が決定する第4戦は巨人主催でジェット風船は使用せず、新型コロナウイルス(COVID-19)の感染拡大防止のために2020年から2022年の3年間全試合でジェット風船の使用が禁止されたので、現在のところ日本シリーズでジェット風船が使用されたのは本試合が最後である。

#### 評価・解説
7回裏に決勝の3点本塁打を放った松田宣は「メルセデスはパ・リーグにはあまりいない『ゴロアウト型の投手』であったので難しかったが、投手が交代したチャンスをものにできた。最高の舞台で最高の場面で、最高の当たりができました」と述べている。メルセデスは6回を76球、被安打1、無失点でまとめたものの、足が張ったために降板になったとのことだが、結果的にはメルセデスの降板が試合の流れを変えることになってしまった。
7回裏の松田宣の本塁打の場面について槙原寛己及び野口は、「代走の周東がいることで、（巨人の2番手投手の）大竹にいつものリズムで投げさせなかった。その結果、大竹の決め球であるシュートの曲がりがわずかに早くなって本塁打になった」と分析している。
高橋礼の投球について、朝日新聞は「沈んで落ちるシンカーに巨人打線がタイミングを外された」、槙原は「高橋礼のストレートは球速表示以上に威力がある。捕手の甲斐は内角に加えて高めの直球を意識させていた。それに対して巨人の左打者は工夫をせずにただ引っ張る打撃に終始してしまった」、谷繁は「アンダースローだが140km程度の速球があることで、巨人打線が内角の球に詰まらされる場面が目立った」とそれぞれ分析している。
大島康徳は7回裏の山本の失策がきっかけで試合の流れをソフトバンクに明け渡したと述べた上で「（山本の失策は）イージーミスで、巨人の脆さが出た試合になった」と分析。また、この試合でも巨人の救援投手陣の失点が試合のポイントになったが、これについて「先発投手が早い回で降りると救援投手が持ちこたえられない弱点が解消されなかった（結果である）」と述べている。野口も甲斐のリードに着目し、「巨人打線に対して狙い球を絞らせない絶妙なリードができていて、頼みの綱である上位打線を分断できている」と評価している。若松勉は、坂本の打撃内容に着目し、「第1戦、第2戦を通して、狙い球を絞れていないように見える」と分析している（この試合で坂本は3打数0安打であった。）。

### 第3戦

#### スコア
|              | 1 | 2 | 3 | 4 | 5 | 6 | 7 | 8 | 9 | R | H | E |
| ------------ | - | - | - | - | - | - | - | - | - | - | - | - |
| ソフトバンク | 0 | 1 | 1 | 4 | 0 | 0 | 0 | 0 | 0 | 6 | 7 | 0 |
| 巨人         | 1 | 0 | 1 | 0 | 0 | 0 | 0 | 0 | 0 | 2 | 6 | 1 |

1. ソ：バンデンハーク（4回）、○石川（2回）、甲斐野（1回）、モイネロ（1回）、森（1回） - 甲斐、髙谷
2. 巨：髙橋（2回2/3）、鍵谷（0回1/3）、●戸郷（0回2/3）、高木（0回1/3）、澤村（2回）、田口（1回）、中川（2回）
3. 勝利：石川（1勝）
4. 敗戦：戸郷（1敗）
5. 本塁打
ソ：グラシアル2号（2回ソロ・髙橋）
巨：亀井1号（1回ソロ・バンデンハーク）、亀井2号（3回ソロ・バンデンハーク）
6. 審判
［球審］笠原
［塁審］名幸（1B）、吉本（2B）、山本貴（3B）
［外審］森（LL）、津川（RL）
7. 開始：18時18分 試合時間：3時間38分[49]

打順
| ソフトバンク | ソフトバンク | ソフトバンク     | ソフトバンク | ソフトバンク | ソフトバンク | ソフトバンク | ソフトバンク | ソフトバンク | ソフトバンク | ソフトバンク |
| 打 順        | 守 備        | 選 手            | 打 席        | 得 点        | 安 打        | 打 点        | 盗 塁        | 犠 打        | 四 死 球     | 三 振        |
| ------------ | ------------ | ---------------- | ------------ | ------------ | ------------ | ------------ | ------------ | ------------ | ------------ | ------------ |
| 1            | （二）       | 川島慶三         | 2            | 1            | 0            | 0            | 0            | 0            | 1            | 0            |
|              | 打           | 長谷川勇也       | 1            | 0            | 0            | 1            | 0            | 0            | 0            | 0            |
|              | 二           | 牧原大成         | 2            | 0            | 0            | 0            | 0            | 0            | 0            | 1            |
| 2            | （遊）       | 今宮健太         | 5            | 1            | 2            | 0            | 0            | 0            | 0            | 0            |
| 3            | （中）       | 柳田悠岐         | 5            | 0            | 0            | 1            | 0            | 0            | 3            | 0            |
| 4            | （左）       | A.デスパイネ     | 4            | 0            | 2            | 3            | 0            | 0            | 1            | 1            |
|              | 走右         | 福田秀平         | 1            | 0            | 1            | 0            | 1            | 0            | 0            | 0            |
| 5            | （右左）     | Y.グラシアル     | 5            | 1            | 1            | 1            | 0            | 0            | 0            | 1            |
|              | 投           | 森唯斗           | 0            | 0            | 0            | 0            | 0            | 0            | 0            | 0            |
| 6            | （三）       | 松田宣浩         | 5            | 0            | 0            | 0            | 0            | 0            | 1            | 1            |
| 7            | （一）       | 内川聖一         | 4            | 1            | 1            | 0            | 0            | 0            | 0            | 0            |
| 8            | （捕）       | 甲斐拓也         | 4            | 1            | 0            | 0            | 0            | 0            | 1            | 1            |
|              | 捕           | 髙谷裕亮         | 0            | 0            | 0            | 0            | 0            | 0            | 0            | 0            |
| 9            | （投）       | R.バンデンハーク | 2            | 1            | 0            | 0            | 0            | 0            | 0            | 1            |
|              | 打           | 中村晃           | 1            | 0            | 0            | 0            | 0            | 0            | 0            | 1            |
|              | 投           | 石川柊太         | 0            | 0            | 0            | 0            | 0            | 0            | 0            | 0            |
|              | 投           | 甲斐野央         | 0            | 0            | 0            | 0            | 0            | 0            | 0            | 0            |
|              | 打           | 明石健志         | 1            | 0            | 0            | 0            | 0            | 0            | 0            | 0            |
|              | 投           | L.モイネロ       | 0            | 0            | 0            | 0            | 0            | 0            | 0            | 0            |
|              | 左           | 周東佑京         | 0            | 0            | 0            | 0            | 0            | 0            | 0            | 0            |

| 巨人  | 巨人   | 巨人       | 巨人  | 巨人  | 巨人  | 巨人  | 巨人  | 巨人  | 巨人     | 巨人  |
| 打 順 | 守 備  | 選 手      | 打 席 | 得 点 | 安 打 | 打 点 | 盗 塁 | 犠 打 | 四 死 球 | 三 振 |
| ----- | ------ | ---------- | ----- | ----- | ----- | ----- | ----- | ----- | -------- | ----- |
| 1     | （右） | 亀井善行   | 4     | 2     | 2     | 2     | 0     | 0     | 0        | 1     |
| 2     | （遊） | 坂本勇人   | 4     | 0     | 0     | 0     | 0     | 0     | 0        | 3     |
| 3     | （中） | 丸佳浩     | 4     | 0     | 0     | 0     | 0     | 0     | 1        | 1     |
| 4     | （三） | 岡本和真   | 4     | 0     | 0     | 0     | 0     | 0     | 0        | 2     |
| 5     | （一） | 阿部慎之助 | 4     | 0     | 1     | 0     | 0     | 0     | 0        | 1     |
|       | 走     | 増田大輝   | 0     | 0     | 0     | 0     | 0     | 0     | 0        | 0     |
| 6     | （捕） | 大城卓三   | 4     | 0     | 1     | 0     | 0     | 0     | 0        | 1     |
| 7     | （左） | A.ゲレーロ | 4     | 0     | 1     | 0     | 0     | 0     | 1        | 2     |
| 8     | （二） | 田中俊太   | 3     | 0     | 1     | 0     | 0     | 0     | 1        | 0     |
| 9     | （投） | 髙橋優貴   | 0     | 0     | 0     | 0     | 0     | 0     | 0        | 0     |
|       | 投     | 鍵谷陽平   | 0     | 0     | 0     | 0     | 0     | 0     | 0        | 0     |
|       | 打     | 石川慎吾   | 1     | 0     | 0     | 0     | 0     | 0     | 0        | 0     |
|       | 投     | 戸郷翔征   | 0     | 0     | 0     | 0     | 0     | 0     | 0        | 0     |
|       | 投     | 高木京介   | 0     | 0     | 0     | 0     | 0     | 0     | 0        | 0     |
|       | 打     | 重信慎之介 | 1     | 0     | 0     | 0     | 0     | 0     | 0        | 1     |
|       | 投     | 澤村拓一   | 0     | 0     | 0     | 0     | 0     | 0     | 0        | 0     |
|       | 投     | 田口麗斗   | 0     | 0     | 0     | 0     | 0     | 0     | 0        | 0     |
|       | 打     | 若林晃弘   | 1     | 0     | 0     | 0     | 0     | 0     | 0        | 1     |
|       | 投     | 中川皓太   | 0     | 0     | 0     | 0     | 0     | 0     | 0        | 0     |

投手
| ソフトバンク | ソフトバンク     | ソフトバンク | ソフトバンク | ソフトバンク | ソフトバンク | ソフトバンク | ソフトバンク | ソフトバンク | ソフトバンク | ソフトバンク |
| 選 手        | 選 手            | 打 者        | 投 球 回     | 被 安 打     | 被 本 塁 打  | 与 四 球     | 与 死 球     | 奪 三 振     | 失 点        | 自 責 点     |
| ------------ | ---------------- | ------------ | ------------ | ------------ | ------------ | ------------ | ------------ | ------------ | ------------ | ------------ |
|              | R.バンデンハーク | 18           | 4.0          | 4            | 2            | 2            | 0            | 6            | 2            | 2            |
| 勝           | 石川柊太         | 6            | 2.0          | 0            | 0            | 0            | 0            | 2            | 0            | 0            |
|              | 甲斐野央         | 4            | 1.0          | 1            | 0            | 0            | 0            | 3            | 0            | 0            |
|              | L.モイネロ       | 3            | 1.0          | 0            | 0            | 1            | 0            | 0            | 0            | 0            |
|              | 森唯斗           | 3            | 1.0          | 1            | 0            | 0            | 0            | 2            | 0            | 0            |

| 巨人  | 巨人     | 巨人  | 巨人     | 巨人     | 巨人        | 巨人     | 巨人     | 巨人     | 巨人  | 巨人     |
| 選 手 | 選 手    | 打 者 | 投 球 回 | 被 安 打 | 被 本 塁 打 | 与 四 球 | 与 死 球 | 奪 三 振 | 失 点 | 自 責 点 |
| ----- | -------- | ----- | -------- | -------- | ----------- | -------- | -------- | -------- | ----- | -------- |
|       | 髙橋優貴 | 13    | 2.2      | 3        | 1           | 2        | 0        | 2        | 2     | 2        |
|       | 鍵谷陽平 | 1     | 0.1      | 0        | 0           | 0        | 0        | 1        | 0     | 0        |
| 敗    | 戸郷翔征 | 8     | 0.2      | 3        | 0           | 2        | 0        | 1        | 4     | 0        |
|       | 高木京介 | 1     | 0.1      | 0        | 0           | 0        | 0        | 0        | 0     | 0        |
|       | 澤村拓一 | 9     | 2.0      | 0        | 0           | 3        | 0        | 3        | 0     | 0        |
|       | 田口麗斗 | 3     | 1.0      | 0        | 0           | 0        | 0        | 0        | 0     | 0        |
|       | 中川皓太 | 7     | 2.0      | 1        | 0           | 0        | 0        | 0        | 0     | 0        |

#### 試合経過
先発投手は巨人が左腕投手（大卒1年目）の髙橋優貴、ソフトバンクが右腕投手のリック・バンデンハークであった。この試合からセ・リーグ球団の本拠地開催になるために指名打者がない試合になることから、ソフトバンクのデスパイネの起用法が注目されていたがデスパイネは4番・左翼手でスタメン出場した。
先制点は巨人。1回裏、先頭打者の亀井がバンデンハークの154kmの内角高めのストレートを振り抜き、右中間スタンドの上段にソロ本塁打を放つ。しかし2回表、ソフトバンクはグラシアルが髙橋のスライダーをとらえ、バックスクリーンにソロ本塁打を放ち、同点とする。3回表、ソフトバンクは2死一、二塁からデスパイネが中前に適時打を放ち、1点を勝ち越すが、3回裏、巨人は1死から亀井が2打席連続本塁打になる右翼ポール際のバルコニー席への特大のソロ本塁打を放ち、2対2の同点とする。
4回表のソフトバンクの攻撃で、試合が大きく動いた。巨人は3番手投手として高卒1年目の戸郷翔征が投入したが、この回2人目の打者である内川が外角低めのカットボールを左手一本で技ありの左前安打を放つ。これで戸郷は精神的にリズムを乱し、次打者の甲斐に死球を与え、1死一、二塁、さらにその次打者であるバンデンハークは投前に送りバントをするが、戸郷は三塁へ悪送球。失策になり1死満塁の場面をつくってしまう。この場面で巨人は戸郷の続投を選択するが、代打で登場した長谷川勇に勝ち越しになる中堅への犠牲フライを許し、柳田に押し出しを与える。なおも2死満塁の場面でデスパイネに左翼に2点適時打を浴び、この回ソフトバンクが4点を挙げ、6対2となり試合の流れが決した。
その後は、両チーム共に得点が入らないまま試合終盤を迎えた。9回裏、巨人は先頭打者の阿部が右前安打で出塁すると増田大輝を代走に起用する。ソフトバンクの5番手投手の森の暴投での進塁時に三塁を狙い、憤死してしまい、その後も巨人は得点を挙げられず試合終了。
最終的にはソフトバンクが6対2で勝ち、3勝0敗として日本一に王手をかけた。敗れた巨人は3番手戸郷の乱調が誤算で、打線も坂本勇が11打数1安打、丸が9打数0安打と封じられた状況で第3戦を終えることになってしまった（第3戦は坂本勇、丸はいずれも無安打に終わった。）。

#### 評価・解説
デスパイネのスタメン起用について、監督の工藤はデスパイネは交流戦でも左翼手としての守備の経験（5試合）があるので、問題ないと思っていた」、ヘッドコーチの森浩之は「デスパイネを先発で使うということは、『先に点を取る』ということ」とそれぞれ述べている。この試合でデスパイネは3打数2安打3打点の活躍、2安打はいずれも適時打であった。
4回表にソフトバンクが一気に4点を挙げた場面について、スポーツニッポンは4回表の内川の左前安打が試合の流れをソフトバンクに呼び込んだと指摘した。朝日新聞は、4回表に戸郷がバント処理の失敗で1死満塁の場面になった際でも巨人ベンチが続投の判断をしたことに対して、毎日新聞は、4回表の同点の場面で戸郷を登板させたこと自体に対して、それぞれ「巨人の救援投手陣の層の手薄さを物語っている」と分析している。野口は、戸郷の起用について「追い詰められたチームの継投策であり、巨人の救援投手陣の苦しい事情が示されている」と指摘。真中満は、「戸郷は、内川に難しい球を安打にされ、リズムが狂ってしまい、バント処理の失敗で傷口を広げてしまった」と分析。西本聖は、戸郷がバンデンハークのバント処理の失敗した場面に着目して「完全に自分を見失ってしまった。経験の浅い投手の心理状態を考えれば、巨人ベンチはここで投手交代を決断すべきであった」と分析している。東尾修は、戸郷が柳田に押し出しの四球を与えた場面に着目して、「戸郷にはこの場面で投げ切れる力はまだない。（捕手の大城の）内角への要求はあまりに酷な配球になった」と述べている。また、デスパイネの戸郷からの2点適時打を「ミートに徹したコンパクトな打撃で試合の流れをほぼ決めた」と評価している。
9回裏の増田の走塁ミスについては、野口は「最終回で4点負けているのだから、ランナーをためないといけない場面であり、焦りばかりが出た走塁ミスになった」、真中は「絶対にアウトになってはいけない場面。ボーンヘッドに近い」とそれぞれ指摘している。
第3戦を含めて、坂本勇と丸がほぼ完全に封じられた試合が続いていることについて、スポーツライターの鷲田康が「ソフトバンクのバッテリーが内角への残像を植え付ける配球ができている」と分析している。野口は、「同じ球種やコースを続けて要求できる甲斐のリードは『勇気のある配球』である。特に坂本勇に内角を続ける配球は、タイミングを狂わせることに成功している」と評価している。東尾は、「バンデンハーク・甲斐のバッテリーが、緩いカーブをうまく使う配球で封じ込めている」と評価している。
また、浜名千広も「石川柊太を5回に投入し、2イニングをパーフェクトの内容で投げたことが大きかった」ことを評価している。

### 第4戦

#### スコア
|              | 1 | 2 | 3 | 4 | 5 | 6 | 7 | 8 | 9 | R | H | E |
| ------------ | - | - | - | - | - | - | - | - | - | - | - | - |
| ソフトバンク | 0 | 0 | 0 | 3 | 0 | 0 | 1 | 0 | 0 | 4 | 8 | 0 |
| 巨人         | 0 | 0 | 0 | 0 | 0 | 2 | 1 | 0 | 0 | 3 | 6 | 2 |

1. ソ：○和田（5回）、スアレス（0回2/3）、嘉弥真（0回0/3）、H甲斐野（1回）、Hモイネロ（1回1/3）、S森（1回）
2. 巨：●菅野（6回1/3）、中川（0回2/3）、デラロサ（2回）
3. 勝利：和田（1勝）
4. セーブ：森（1S）
5. 敗戦：菅野（1敗）
6. 本塁打
ソ：グラシアル3号（4回3ラン・菅野）
巨：岡本1号（6回2ラン・スアレス）
7. 審判
［球審］山本貴
［塁審］吉本（1B）、森（2B）、津川（3B）
［外審］福家（LL）、名幸（RL）
8. 開始：18時18分 試合時間：3時間22分[71]

打順
| ソフトバンク | ソフトバンク | ソフトバンク | ソフトバンク | ソフトバンク | ソフトバンク | ソフトバンク | ソフトバンク | ソフトバンク | ソフトバンク | ソフトバンク |
| 打 順        | 守 備        | 選 手        | 打 席        | 得 点        | 安 打        | 打 点        | 盗 塁        | 犠 打        | 四 死 球     | 三 振        |
| ------------ | ------------ | ------------ | ------------ | ------------ | ------------ | ------------ | ------------ | ------------ | ------------ | ------------ |
| 1            | （二）       | 牧原大成     | 3            | 0            | 0            | 0            | 0            | 0            | 0            | 1            |
|              | 打           | 内川聖一     | 1            | 0            | 0            | 0            | 0            | 0            | 0            | 0            |
|              | 捕           | 髙谷裕亮     | 0            | 0            | 0            | 0            | 0            | 0            | 0            | 0            |
| 2            | （遊）       | 今宮健太     | 4            | 1            | 1            | 0            | 1            | 0            | 0            | 2            |
| 3            | （中）       | 柳田悠岐     | 4            | 0            | 1            | 0            | 0            | 0            | 0            | 2            |
| 4            | （左）       | A.デスパイネ | 4            | 1            | 1            | 0            | 0            | 0            | 0            | 0            |
|              | 一           | 中村晃       | 0            | 0            | 0            | 0            | 0            | 0            | 0            | 0            |
| 5            | （右左三）   | Y.グラシアル | 4            | 1            | 2            | 3            | 0            | 0            | 0            | 1            |
| 6            | （一右）     | 福田秀平     | 4            | 1            | 0            | 0            | 0            | 0            | 0            | 1            |
| 7            | （三）       | 松田宣浩     | 4            | 0            | 2            | 0            | 0            | 0            | 0            | 0            |
|              | 走左         | 周東佑京     | 0            | 0            | 0            | 0            | 0            | 0            | 0            | 0            |
| 8            | （捕）       | 甲斐拓也     | 2            | 0            | 0            | 0            | 0            | 0            | 0            | 0            |
|              | 打           | 長谷川勇也   | 1            | 0            | 0            | 0            | 0            | 0            | 0            | 0            |
|              | 二           | 明石健志     | 1            | 0            | 0            | 0            | 0            | 0            | 0            | 1            |
| 9            | （投）       | 和田毅       | 2            | 0            | 0            | 0            | 0            | 0            | 0            | 2            |
|              | 投           | R.スアレス   | 0            | 0            | 0            | 0            | 0            | 0            | 0            | 0            |
|              | 投           | 嘉弥真新也   | 0            | 0            | 0            | 0            | 0            | 0            | 0            | 0            |
|              | 投           | 甲斐野央     | 1            | 0            | 1            | 0            | 0            | 0            | 0            | 0            |
|              | 投           | L.モイネロ   | 0            | 0            | 0            | 0            | 0            | 0            | 0            | 0            |
|              | 投           | 森唯斗       | 0            | 0            | 0            | 0            | 0            | 0            | 0            | 0            |

| 巨人  | 巨人     | 巨人       | 巨人  | 巨人  | 巨人  | 巨人  | 巨人  | 巨人  | 巨人     | 巨人  |
| 打 順 | 守 備    | 選 手      | 打 席 | 得 点 | 安 打 | 打 点 | 盗 塁 | 犠 打 | 四 死 球 | 三 振 |
| ----- | -------- | ---------- | ----- | ----- | ----- | ----- | ----- | ----- | -------- | ----- |
| 1     | （右）   | 亀井善行   | 5     | 0     | 2     | 0     | 0     | 0     | 1        | 0     |
| 2     | （遊）   | 坂本勇人   | 5     | 1     | 0     | 0     | 0     | 0     | 3        | 2     |
| 3     | （中）   | 丸佳浩     | 4     | 0     | 1     | 1     | 0     | 0     | 0        | 2     |
| 4     | （一三） | 岡本和真   | 4     | 1     | 1     | 2     | 0     | 0     | 0        | 0     |
| 5     | （左）   | A.ゲレーロ | 4     | 0     | 1     | 0     | 0     | 0     | 0        | 1     |
| 6     | （三）   | 若林晃弘   | 2     | 0     | 0     | 0     | 0     | 0     | 0        | 2     |
|       | 打一     | 阿部慎之助 | 2     | 0     | 0     | 0     | 0     | 0     | 1        | 0     |
| 7     | （二）   | 田中俊太   | 2     | 0     | 0     | 0     | 0     | 0     | 0        | 1     |
|       | 打       | 石川慎吾   | 1     | 0     | 0     | 0     | 0     | 0     | 0        | 0     |
|       | 二       | 山本泰寛   | 1     | 0     | 0     | 0     | 0     | 0     | 0        | 0     |
| 8     | （捕）   | 小林誠司   | 2     | 0     | 0     | 0     | 0     | 0     | 0        | 0     |
|       | 打捕     | 大城卓三   | 2     | 0     | 0     | 0     | 0     | 0     | 0        | 1     |
| 9     | （投）   | 菅野智之   | 2     | 0     | 0     | 0     | 0     | 0     | 0        | 1     |
|       | 投       | 中川皓太   | 0     | 0     | 0     | 0     | 0     | 0     | 0        | 0     |
|       | 打       | 重信慎之介 | 1     | 1     | 1     | 0     | 0     | 0     | 0        | 0     |
|       | 投       | R.デラロサ | 0     | 0     | 0     | 0     | 0     | 0     | 0        | 0     |
|       | 打       | 陽岱鋼     | 1     | 0     | 0     | 0     | 0     | 0     | 0        | 0     |

投手
| ソフトバンク | ソフトバンク | ソフトバンク | ソフトバンク | ソフトバンク | ソフトバンク | ソフトバンク | ソフトバンク | ソフトバンク | ソフトバンク | ソフトバンク |
| 選 手        | 選 手        | 打 者        | 投 球 回     | 被 安 打     | 被 本 塁 打  | 与 四 球     | 与 死 球     | 奪 三 振     | 失 点        | 自 責 点     |
| ------------ | ------------ | ------------ | ------------ | ------------ | ------------ | ------------ | ------------ | ------------ | ------------ | ------------ |
| 勝           | 和田毅       | 18           | 5.0          | 1            | 0            | 2            | 0            | 6            | 0            | 0            |
|              | R.スアレス   | 5            | 0.2          | 2            | 1            | 1            | 0            | 1            | 2            | 2            |
|              | 嘉弥真新也   | 1            | 0.0          | 0            | 0            | 0            | 1            | 0            | 0            | 0            |
| H            | 甲斐野央     | 5            | 1.0          | 2            | 0            | 0            | 0            | 2            | 1            | 1            |
| H            | L.モイネロ   | 5            | 1.1          | 1            | 0            | 0            | 0            | 0            | 0            | 0            |
| S            | 森唯斗       | 4            | 1.0          | 0            | 0            | 1            | 0            | 1            | 0            | 0            |

| 巨人  | 巨人       | 巨人  | 巨人     | 巨人     | 巨人        | 巨人     | 巨人     | 巨人     | 巨人  | 巨人     |
| 選 手 | 選 手      | 打 者 | 投 球 回 | 被 安 打 | 被 本 塁 打 | 与 四 球 | 与 死 球 | 奪 三 振 | 失 点 | 自 責 点 |
| ----- | ---------- | ----- | -------- | -------- | ----------- | -------- | -------- | -------- | ----- | -------- |
| 敗    | 菅野智之   | 27    | 6.1      | 6        | 1           | 0        | 0        | 8        | 4     | 3        |
|       | 中川皓太   | 1     | 0.2      | 0        | 0           | 0        | 0        | 0        | 0     | 0        |
|       | R.デラロサ | 7     | 2.0      | 2        | 0           | 0        | 0        | 2        | 0     | 0        |

#### 試合経過
先発投手は、巨人が菅野智之、ソフトバンクがベテランの左腕投手の和田毅。菅野は本来はエース級と位置付けられる右腕投手であるが、このときは腰痛に苦しみ、直近の試合である阪神タイガースとのクライマックスシリーズでは、登板なしに終わっていた。菅野は第4戦に登板するにあたり、「投げたら動けないくらいの覚悟で投げたいです」などと意気込みを述べていた。
試合は、3回終了まではスコアレスの展開で進む。菅野はこの時点では1安打無失点に抑える危なげない投球であった。
先制点は4回表、ソフトバンクだった。1死一、三塁からグラシアルがフルカウントからの外角のスライダーをバックスクリーン左に3点本塁打を放つ。対する巨人は、6回裏の2死一塁から、4番の岡本がソフトバンクの2番手投手であるロベルト・スアレスから、157kmのストレートをフルスイング、右翼席に2点本塁打を放ち、1点差に詰める。
試合が大きく動いたのは7回表だった。1死から福田の三ゴロを岡本が弾き、失策。次打者の松田宣が遊撃への内野安打で1死一、二塁の場面になる。ソフトバンクは長谷川勇を代打で起用、打球は二塁手へのゴロになる。しかしここで、二塁手として途中出場していた山本が併殺プレーを焦り、悪送球。ソフトバンクが1点を追加、4対2となる。その後、次打者の甲斐野の送りバントが内野安打になり、1死満塁になり、菅野は降板（菅野は結局、6回3分の1、自責点3で降板）。その後、2番手投手として登板した中川皓太が、代打の内川を二ゴロ併殺に打ち取り、最小失点に抑えた。
7回裏の巨人の攻撃、2死一、二塁からここまで15打席無安打だった丸がリバン・モイネロから日本シリーズ初安打になる適時二塁打を左越えに放ち、再び1点差に迫る。
その後は両チーム共に得点が入らず、最終的にはソフトバンクが4対3で逃げ切り、勝利。ソフトバンクが4勝0敗で日本一に輝いた。
巨人は4連敗となり日本シリーズ敗退となった。
なお、今季限りでの引退を表明していた阿部が6回裏に代打で出場するも、第1打席は死球、第2打席（これが現役最終打席になった。）は二ゴロであった。
和田毅は2003年以来の日本シリーズ勝利投手。

#### 評価・解説
中畑清は「（ソフトバンクは）自分自身のミスを絶対に許さない姿勢がチーム全体での意識として徹底されているから、的確な状況判断ができて相手のミスにつけ込めて、誰が出場してもプレーの質を落とさない『全員野球』ができる」と評価した一方で、「巨人はソフトバンクのチームとしての『圧力』に押され続けて四死球や守備のミスを繰り返してしまった」「（その象徴的なプレーが）第4戦の7回表の『最悪な失点』につながった岡本、山本の守備のミスであり、力投した菅野の足を引っ張った」と分析している。また中畑は、「『真のチームリーダー』である松田宣の存在」もソフトバンクの「レベルの高いチームづくり」に大きなプラスの影響をもたらしているとも述べている。
西村龍次は9回裏のソフトバンクの中村晃の一塁守備（9回裏から一塁手の守備固めで途中出場していた）を「一つ一つは目立たなくても、やるべきことをきちんとやりきる姿が球際の強さにつながっている」と評価した上で、「ソフトバンクはレギュラー陣が調子を落としたとき、瞬時に定位置を奪ってしまいそうな選手が常に控えている一方で、巨人は坂本勇や丸といった看板選手への依存度が強いので彼らが調子を落としたときに取って代わるだけの選手がいない（ことによる差があった）」と述べている。野口も「ソフトバンクは、各選手がその瞬間に何をすべきかを非常によくわかっている」「ソフトバンクと巨人では、選手層及び経験で大きな差があった。特に坂本勇と丸については、最後にようやく回復しかけて、終わってしまった。ソフトバンクのバッテリーが完璧に対策できていた」と述べている。和田一浩は「ソフトバンクは長谷川勇、内川が代打での出場、中村晃が守備固めの出場であり、武田翔太は出場なしに終わった一方で、巨人はアレックス・ゲレーロ、阿部に対して代走を出せないように、戦力差が歴然としていた」と厳しく述べている。
また、野口は「特に坂本勇と丸については、最後にようやく回復しかけて、終わってしまった。ソフトバンクのバッテリーが完璧に対策できていた」、立浪和義は「ソフトバンクのバッテリーの内角攻めの勇気ある配球に、坂本勇と丸が本来のスイングを崩されてしまった」とそれぞれ述べている。実際、この日本シリーズを通して、坂本勇、丸はいずれも13打数1安打、打率.077に終わり、逆シリーズ男と形容するメディアもあった。また、鈴木康友はシリーズ直前に巨人の外野守備走塁コーチである鈴木尚広がスキャンダルで退団したことが、選手のプレーに影響したことを指摘している。

## 表彰選手
- 最高殊勲選手賞（MVP）：ジュリスベル・グラシアル[91]
- 敢闘選手賞：亀井善行
- 優秀選手賞：高橋礼、松田宣浩、アルフレド・デスパイネ

## 始球式・国歌独唱

### 始球式
- 第1戦：素根輝（2019年世界柔道選手権大会 78㎏超級金メダリスト）[92]
- 第2戦：伊藤健太郎（俳優、冠スポンサー・三井住友銀行のCMキャラクター。｢劇場版 新幹線変形ロボ シンカリオン 未来からきた神速のALFA-X｣・ナハネ役[注 4]、連続テレビ小説「スカーレット」・川原武志役[注 5]）[92]
- 第3戦：吉野彰（旭化成名誉フェロー・2019ノーベル化学賞受賞者）[92]
- 第4戦：上地結衣（車いすテニス2020年東京パラリンピック代表。冠スポンサー・三井住友銀行のCMキャラクター）[93]

### 国歌独唱
- 第3戦：影山ヒロノブ（シンガーソングライター、JAM Projectのリーダー）[94][95]

## テレビ・ラジオ放送およびネット配信
日本シリーズはレギュラーシーズンとは異なり、（一社）日本野球機構管轄のため、あらかじめ放送権を指定されている。なお順延の場合でも各戦のテレビ中継もスライドとなる。

### テレビ放送
第1戦（10月19日）
- フジテレビ系列[注 6] ≪地上波≫[96]
  - 放送時間：18:30 - 21:59（65分延長）
- NHK BS1[97]
  - 放送時間：18:15 - 21:50（マルチ編成を実施し、101chにて放送）・21:50 - 22:00（マルチ編成を実施し、102chにて放送）
- フジテレビONE ≪有料CS≫[98][注 7]
  - 放送時間：18:30 - (23:00)（試合終了まで延長）

第2戦（10月20日）
- TBS系列 ≪地上波≫[99]
  - 放送時間：18:00 - 21:50（50分延長）
- NHK BS1[97]
  - 放送時間：18:15 - 21:50（マルチ編成を実施し、101chにて放送）・21:50 - 22:00（マルチ編成を実施し、102chにて放送）
- TBSチャンネル2 ≪有料CS≫（録画放送）[100]
  - 放送時間：翌3:30 - 8:00

第3戦（10月22日）
- 日本テレビ系列[注 8]≪地上波≫
  - 放送時間：18:00 - 22:04（70分延長）
- NHK BS1[97]
  - 放送時間：18:00 - 21:50（マルチ編成実施せず）・21:50 - 22:00（マルチ編成を実施し、102chにて放送）
- 日テレジータス≪有料CS≫[101]
  - 放送時間：18:00 - 22:00（試合終了まで延長）

第4戦（10月23日）
- 日本テレビ系列≪地上波≫[注 9]
  - 放送時間：18:00 - 21:49（55分延長）
- 日テレジータス≪有料CS≫[101]
  - 放送時間：18:00 - (22:00)（試合終了まで延長)
- 第5戦は日本テレビ系列と日テレジータス、第6戦はテレビ朝日系列とNHK BS1、第7戦はテレビ東京系列とNHK BS1で放送予定であった。[注 10]

#### 今大会の視聴率
- 今大会のテレビ中継における平均視聴率については以下の通り
  - 関東地区（ビデオリサーチ調べ・世帯視聴率、関東地区・リアルタイム）
    - 第1戦：8.4%（フジテレビ）
    - 第2戦：7.3%（TBSテレビ）
    - 第3戦：9.7%（日本テレビ）
    - 第4戦：11.8%（日本テレビ）

  - 北部九州地区（ビデオリサーチ調べ・世帯視聴率、北部九州地区・リアルタイム）
    - 第1戦：25.5%（テレビ西日本（TNC）《フジテレビ系列》）
    - 第2戦：25.6%（RKB毎日放送（RKB）《TBS系列》）
    - 第3戦：24.4%（福岡放送（FBS）《日本テレビ系列》）
    - 第4戦：37.4%（福岡放送（FBS）《日本テレビ系列》）

### ラジオ放送
- RKB毎日放送（ローカル）、九州朝日放送（ソフトバンク側の試合はNRNネット[注 11]）、ニッポン放送（巨人側の試合はNRNネット）にて全戦制作・放送された。巨人側の試合は文化放送（ローカル）、ラジオ日本（ローカル…第3戦のみ）にて制作・放送された。
  - 文化放送制作の第3戦中継で実況を担当した同局の松島茂アナウンサーは、在職中の翌2020年2月23日に肺腺がんにより47歳で逝去したため、スポーツ中継としては第3戦が生前最後の実況になった[102]。
- また、NHKラジオでは、第2戦のみFM放送[注 11]、それ以外はラジオ第1放送にて制作・放送された。
- 地元球団が出場しない地域のラジオ局では、東海ラジオ、毎日放送が全戦NRNネットで中継した[注 12]。
- この他NRN系列では、四国放送が2年ぶりに中継ネットを行ったほか、西日本放送・山口放送・大分放送・宮崎放送が前年に引き続きネット受けを行った。
- 一方で、今大会の中継を見送ったのラジオ局は以下の通り。
  - 前年までのネット局では、朝日放送ラジオ[注 13]、福井放送がネットを取り止めた。
  - TBSラジオは2017年の日本シリーズの中継を最後にプロ野球中継から撤退したため、前年に引き続き今大会も中継は行わなかった。
  - また、地元球団が出場しないことを理由に、北海道放送・STVラジオ（北海道日本ハムファイターズ）、東北放送（東北楽天ゴールデンイーグルス）、CBCラジオ（中日ドラゴンズ）、中国放送（広島東洋カープ）は今大会の放送を行わなかった。

### ネット配信
基本的には、地上波で中継を行うテレビ局の傘下にあるネット配信業者が中継を行った。
第1戦
- フジテレビONEsmart

第2戦
- Paravi

第3・4戦
- hulu・ジャイアンツLiveストリーム（DAZNの配信はなし）

なお、第5戦はhulu・ジャイアンツLiveストリーム（DAZNの配信はなし）、第6戦はAbemaTV、第7戦はParaviで配信が予定されていた。